# エマ・シャプラン
エマ・シャプラン（Emma Shapplin、 1974年5月19日 -）は、フランス出身のコロラトゥーラ・ソプラノ歌手。母国語のフランス語ではなく、イタリア古語で歌うことが多い。
日本では2001年に日産・セドリックのCMで、自身のヒット曲「フィフス・ヘヴン」が、テレビ東京の『美の巨人たち』のエンディングテーマとして「果てなき夜」が使われた。

## 来歴
14歳の頃にクラシック音楽からキャリアをスタートさせ、両親に反対されながらも『魔笛』の夜の女王を目指してトレーニングする。
19歳の時に家を出て、ジーン・パトリック・カプドゥヴィエにデモ・テープを渡すチャンスを得る。これによって認められ、共同でソロ・アルバムの制作を開始する。この過程でクラシック音楽にはない表現の自由を求めて自分だけの表現方法を見出していき、古典オペラと現代トランスやポップスを融合させる。それまでに数多くのジャンルを試しており、ハード・ロックやグランジなどにも挑戦した。そしてデビュー・アルバム『カルミネ・メオ』（1997年）はフランスで10万枚を売るヒットになり、ゴールド・ディスクになった。
グレーム・レヴェールが作曲し、映画『レッド・プラネット』（2001年公開）のサウンドトラックに収録された「フィフス・ヘヴン」がヒットする。この曲は日産・セドリックのCFにも使用された。レヴェールはアルバム『エマ・シャプラン Eterna』のプロデュースも務めている。

## ディスコグラフィ
- カルミネ・メオ Carmine Meo (1997)
- エマ・シャプラン Etterna (2002)
- The Concert in Caesarea (2003)
- MACADAM FLOWER (2009)